# المتحف الروماني - الجرماني

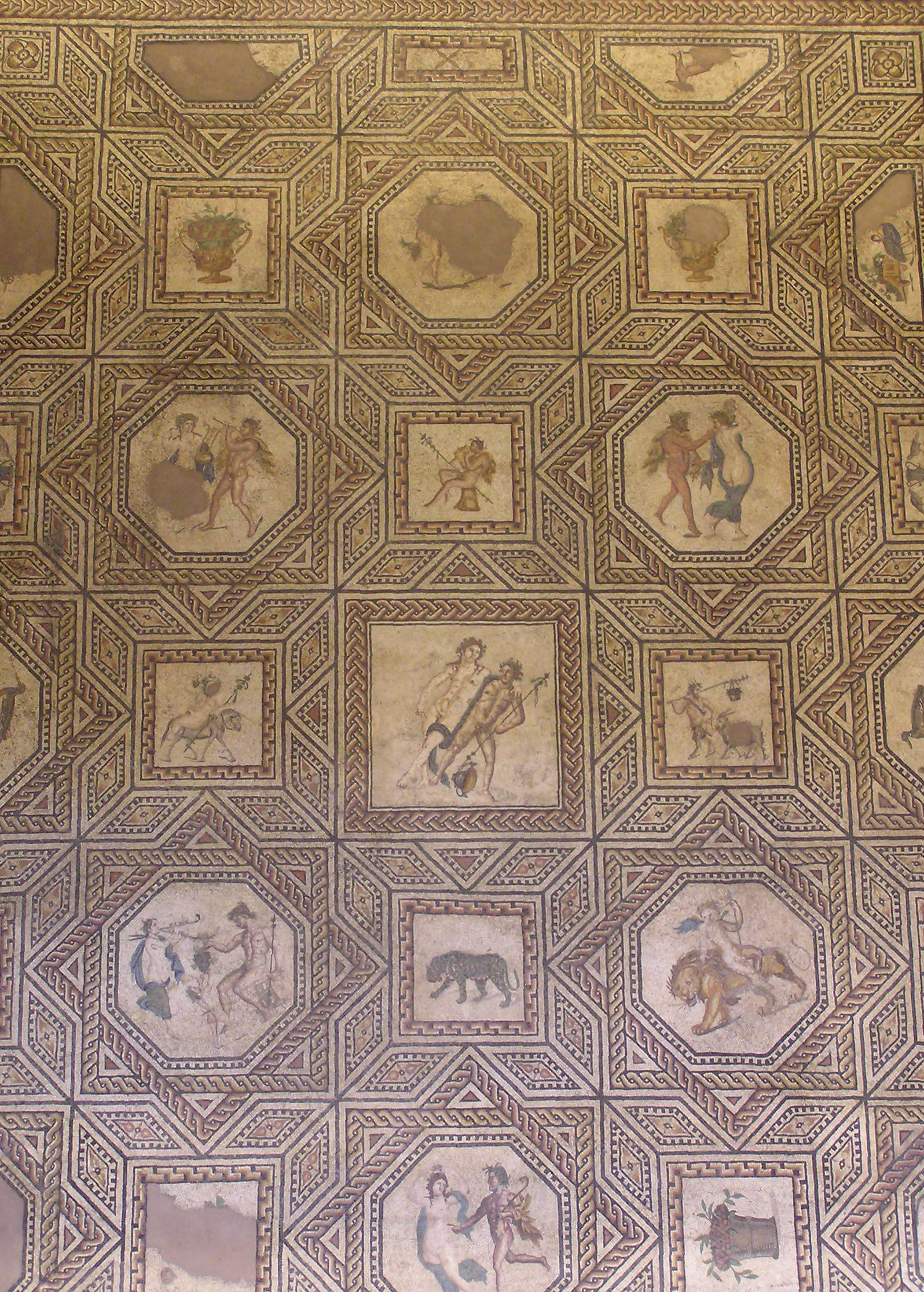
فسيفساء ديونيسوس

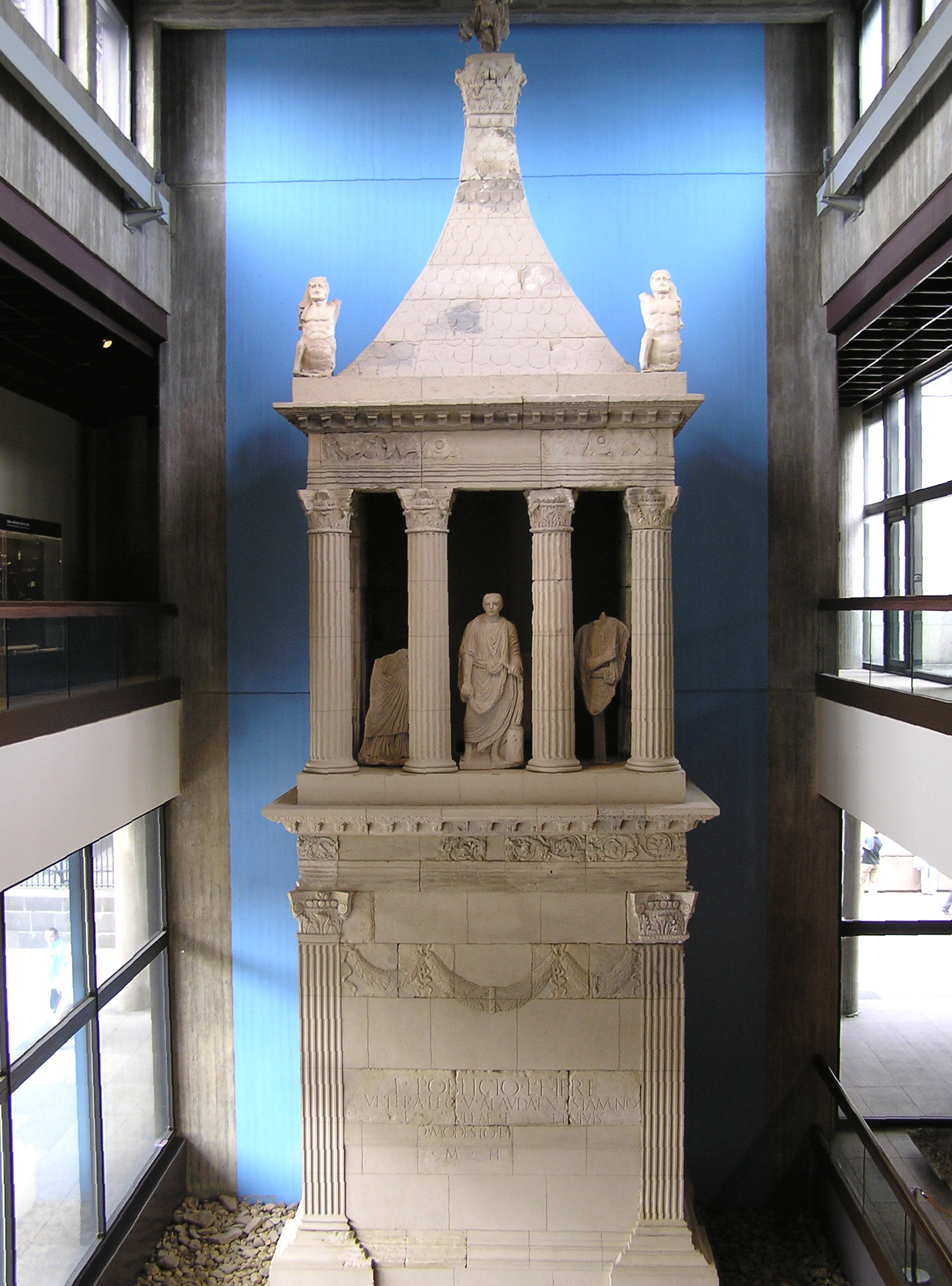
قبر شخص يدعى Poblicius

يعد المتحف الروماني الجرماني (بالألمانية: Römisch-Germanisches Museum) من أحد أهم متاحف مدينة كولونيا الألمانية حيث أنه يحتوي على كمية كبيرة من اللقى الأثرية التي عثر عليها في كولونيا في الحقبة الرومانية، ومن ضمن مقتنياته شواهد القبور والأواني الزجاجية وفسيفساء ديونيسوس.

## مصدر
المتحف الروماني - الجرماني